# Liste des Parlements de Grande-Bretagne
Il s'agit d'une liste des sessions du Parlement de Grande-Bretagne, compilée avec les élections à la Chambre des communes de Grande-Bretagne  pour chaque session, et la liste des membres de la Chambre.
Les sessions sont numérotées depuis la formation du Royaume de Grande-Bretagne .  Pour les parlements de Westminster, voir Liste des Parlements du Royaume-Uni, et pour les plus anciens, voir Liste des Parlements d'Angleterre et Liste des parlements d'Écosse.
| Monarque   | Nombre | Date de début | Élection       | Membres | Premier(s) Lord(s) du Trésor | Parti |
| ---------- | ------ | ------------- | -------------- | ------- | --- | ----- |
| Anne       | 1er    | 1707          | aucun - coopté | MPs     | |       |
| Anne       | 2e     | 1708          | élection       | MPs     | | Whig  |
| Anne       | 3e     | 1710          | élection       | MPs     | | Tory  |
| Anne       | 4e     | 1713          | élection       | MPs     | | Tory  |
| George I   | 5e     | 1715          | élection       | MPs     | | Whig  |
| George I   | 6e     | 1722          | élection       | MPs     | Robert Walpole | Whig  |
| George II  | 7e     | 1727          | élection       | MPs     | Robert Walpole | Whig  |
| George II  | 8e     | 1734          | élection       | MPs     | Robert Walpole | Whig  |
| George II  | 9e     | 1741          | élection       | MPs     | Robert Walpole Spencer Compton 1er Comte de Wilmington Henry Pelham                                                                                   | Whig  |
| George II  | 10e    | 1747          | élection       | MPs     | Henry Pelham | Whig  |
| George II  | 11e    | 1754          | élection       | MPs     | Thomas Pelham-Holles, 1er Duc de Newcastle William Cavendish, 4e duc de Devonshire Duc de Newcastle                                                   | Whig  |
| George III | 12e    | 1761          | élection       | MPs     | Duc de Newcastle John Stuart, 3e Comte de Bute George Grenville Charles Watson-Wentworth, 2e Marquis de Rockingham William Pitt, 1er Comte de Chatham | Whig  |
| George III | 13e    | 1768          | élection       | MPs     | Augustus FitzRoy, 3e Duc de Grafton Lord North | Whig  |
| George III | 14e    | 1774          | élection       | MPs     | Lord North | Tory  |
| George III | 15e    | 1780          | élection       | MPs     | Lord North Marquis de Rockingham William Petty, 2e Comte de Shelburne William Cavendish-Bentinck, 3e Duc de Portland William Pitt le Jeune            | Tory  |
| George III | 16e    | 1784          | élection       | MPs     | William Pitt le Jeune | Tory  |
| George III | 17e    | 1790          | élection       | MPs     | William Pitt le Jeune | Tory  |
| George III | 18e    | 1796          | élection       | MPs     | William Pitt le Jeune Henry Addington | Tory  |